# Сотник Леонід Іванович
Сотник Леонід Іванович (* 13 серпня 1943, село Канава Вінницької області) — український художник, 1976 — член НСХУ, 2001 — заслужений діяч мистецтв України, доцент по кафедрі живопису (2016).
1971 року закінчив Київський державний художній інститут, педагогами були В. Шаталін та М. Дерегус.
1975 року закінчує аспірантуру Академії мистецтв СРСР.
Починаючи з 1992 року працює викладачем Київського інституту декоративно-прикладного мистецтва та дизайну ім. М. Бойчука.
З 2009 -2013 рік — голова Київської організації Національної спілки художників України.
Серед його творів:
- 1984 — «Шахтарська дивізія»,
- 1992 — «Козацькі чайки»,
- 1998 — «І. Сірко»,
- «Андрій Первозваний»,
- 1999–2000 — розписи Михайлівського Золотоверхого собору.

## Джерело
- Сотник Леонід Іванович (рос.)
- В місті (рос.)